# Эрикссон, Свен-Ёран
Свен-Ёран Э́рикссон (швед. Sven-Göran Eriksson; 5 февраля 1948, Сунне, Вермланд — 26 августа 2024, Сунне, Вермланд) — шведский футбольный тренер, известный по своей работе со шведским «Гётеборгом», португальской «Бенфикой», рядом итальянских клубов, а также со сборной Англии (2001—2006). Первый иностранный тренер в истории сборной Англии.

## Карьера
Учился в университете Эребру.
С июля 2007 года по 2 июня 2008 года возглавлял английский клуб «Манчестер Сити». С 3 июня 2008 года по 2 апреля 2009 года возглавлял сборную Мексики. С июля 2009 по февраль 2010 года являлся спортивным директором клуба «Ноттс Каунти», выступавшего в четвёртом по силе дивизионе Англии; покинул этот пост после смены руководства клуба. 1 октября 2010 года назначен главным тренером «Лестер Сити». Контракт был подписан на два года. 24 октября 2011 года Эрикссон был уволен с поста наставника «лис».
В декабре 2012 года вёл переговоры с Федерацией футбола Украины относительно вакантного места на должность главного тренера сборной этой страны, которые не завершились успехом.
27 октября 2018 года Эрикссон был представлен в качестве главного тренера сборной Филиппин. Шведский специалист подписал контракт на шесть месяцев.

### «Лацио»
В июле 1997 года Эрикссон стал главным тренером «Лацио». Первый сезон во главе римского клуба сложился для шведского футболиста неоднозначно. Так, в Серии А «Лацио» занял лишь 7-е место, что стало худшим результатом для клуба за последние шесть лет. К тому же тренер не смог найти общий язык с капитаном и одним из лучших бомбардиров «орлов» Джузеппе Синьори, в результате чего игрок покинул клуб уже через полгода. Однако подопечные Эрикссона сумели одержать победу в Кубке Италии (в финале по сумме двух матчей был обыгран «Милан»), который стал первым трофеем «бело-голубых» за 24 года. В том же сезоне «Лацио» дошёл до финала Кубка УЕФА, но в финальном матче со счётом 0:3 уступил другому итальянскому клубу — «Интеру». Заметным событием сезона стали четыре победы в римском дерби над принципиальным соперником и бывшим клубом шведского тренера «Ромой» (по две в чемпионате и кубке).
Следующий сезон для «Лацио» начался с победы над «Ювентусом» в Суперкубке Италии со счётом 2:1. На протяжение всего сезона команда Эрикссона вела борьбу за чемпионство и за два тура до конца возглавляла турнирную таблицу Серии А. Однако ничья в матче 33-го тура против «Фиорентины» позволила «Милану» обойти римлян на одно очко и в итоге взять «скудетто». Несмотря на неудачу в Серии А, «Лацио» выиграл последний в истории Кубок обладателей кубков, в финальном матче одержав победу над испанской «Мальоркой».
Третий сезон под руководством Эрикссона начался для римлян с завоевания Суперкубка УЕФА, в матче за который с минимальным счётом был повержен «Манчестер Юнайтед», завоевавший «требл» по итогам предыдущего сезона. В чемпионате Италии «Лацио» вновь вёл борьбу за «скудетто», где его основным конкурентом был «Ювентус». В матче последнего тура против «Реджины» «бело-голубые» одержали победу со счётом 3:0, а лидирующая в турнирной таблице «старая синьора» сенсационно уступила «Перудже». Эти результаты позволили «Лацио» выиграть второй чемпионский титул в своей истории. Успех в Серии А был подкреплён победой в национальном Кубке — ещё 12 апреля 2000 года подопечные шведского специалиста со счётом 2:1 переиграли «Интер». Завоеванием «золотого дубля» ознаменовался столетний юбилей римского клуба.
Сезон 2000/2001 Эрикссон также начал во главе «Лацио», выиграв с командой второй Суперкубок Италии (вновь был обыгран «Интер»). Однако после 13-го тура Серии А он оставил пост главного тренера команды.

### Сборная Англии
12 января 2001 года Эрикссон возглавил сборную Англии, став первым иностранным тренером в истории «трёх львов». В первом матче под руководством шведского специалиста англичане со счётом 3:0 разгромили сборную Испании. 1 сентября 2001 года подопечные Эрикссона одержали одну из самых ярких побед в своей истории, разгромив со счётом 5:1 сборную Германии в отборочном матче к чемпионату мира. В результате сборной Англии удалось квалифицироваться на турнир с первого места в отборочной группе, уйдя от поражения в матче со сборной Греции в заключительном туре. На самом дальневосточном «мундиале» англичане одолели ещё одного принципиального соперника — сборную Аргентины, со счётом 1:0 благодаря пенальти, реализованному Дэвидом Бекхэмом. Сборная Англии уверенно дошла до четвертьфинала турнира, где со счётом 1:2 уступила сборной Бразилии, ставшей в итоге чемпионом мира (победный гол бразильцев забил Роналдиньо, воспользовавшийся ошибкой голкипера Дэвида Симена).
Квалификацию на Евро 2004 англичане прошли достаточно уверенно, одержав в восьми отборочных матчах шесть побед и дважды сыграв вничью. На чемпионате Европы подопечные Эрикссона стартовали с упущенной победой над сборной Франции, ведя в счёте до 90-й минуты матча, но затем одержали уверенные победы над Швейцарией (3:0) и Хорватией (4:2) и вышли в плей-офф турнира. Четвертьфинальный матч против сборной Португалии завершился вничью со счётом 2:2, но в серии пенальти сильнее оказались португальцы.
Продолжая тренировать сборную Англии, Эрикссон помог команде успешно отобраться на чемпионат мира в Германии, вновь одержав победу в отборочной группе. На «мундиале» англичане вышли в 1/8 финала выиграв матчи у сборных Парагвая и Тринидада и Тобаго, а также сыграв вничью 2:2 со сборной Швеции. На первой стадии плей-офф благодаря голу Дэвида Бекхэма со штрафного с минимальным счётом была обыграна сборная Эквадора. Однако в четвертьфинале турнира англичане как и двумя годами ранее потерпели поражение от сборной Португалии, вновь уступив в послематчевых пенальти (основное и дополнительное время матча завершилось со счётом 0:0). Матч с португальцами оказался последним для Эрикссона в качестве главного тренера сборной Англии, летом 2006 года он оставил свой пост.

## Болезнь и смерть
В январе 2024 года Эрикссон сообщил о том, что болен раком поджелудочной железы в последней стадии. По его словам, в лучшем случае ему остаётся год жизни.
Скончался 26 августа 2024 года на 77-м году жизни после продолжительной болезни.

## Тренерская статистика
| Команда              | Начало работы   | Завершение работы | Показатели | Показатели | Показатели | Показатели | Показатели |
| Команда              | Начало работы   | Завершение работы | М          | В          | Н          | П          | % побед    |
| -------------------- | --------------- | ----------------- | ---------- | ---------- | ---------- | ---------- | ---------- |
| Гётеборг             | 1 января 1979   | 30 июня 1982      | 110        | 59         | 32         | 19         | 053,64     |
| Бенфика              | 1 июля 1982     | 30 июня 1984      | 85         | 57         | 17         | 11         | 067,06     |
| Рома                 | 1 июля 1984     | 4 мая 1987        | 121        | 56         | 36         | 29         | 046,28     |
| Фиорентина           | 1 июля 1987     | 30 июня 1989      | 81         | 31         | 22         | 28         | 038,27     |
| Бенфика              | 1 июля 1989     | 30 июня 1992      | 132        | 86         | 30         | 16         | 065,15     |
| Сампдория            | 1 июля 1992     | 30 июня 1997      | 199        | 84         | 58         | 57         | 042,21     |
| Лацио                | 1 июля 1997     | 31 декабря 2000   | 187        | 106        | 48         | 33         | 056,68     |
| Сборная Англии       | 12 января 2001  | 31 июля 2006      | 66         | 39         | 15         | 12         | 059,09     |
| Манчестер Сити       | 6 июля 2007     | 2 июня 2008       | 45         | 19         | 11         | 15         | 042,22     |
| Сборная Мексики      | 20 августа 2008 | 2 апреля 2009     | 13         | 6          | 1          | 6          | 046,15     |
| Сборная Кот-д’Ивуара | 29 марта 2010   | 3 августа 2010    | 5          | 2          | 2          | 1          | 040,00     |
| Лестер Сити          | 2 октября 2010  | 24 октября 2011   | 55         | 24         | 13         | 18         | 043,64     |
| Гуанчжоу Фули        | 4 июня 2013     | 10 ноября 2014    | 51         | 26         | 10         | 15         | 050,98     |
| Шанхай СИПГ          | 18 ноября 2014  | 3 ноября 2016     | 76         | 42         | 19         | 15         | 055,26     |
| Шэньчжэнь            | 5 декабря 2016  | 13 июня 2017      | 15         | 6          | 5          | 4          | 040,00     |
| Сборная Филиппин     | 27 октября 2018 | 25 января 2019    | 9          | 2          | 2          | 5          | 022,22     |
| Итого                | Итого           | Итого             | 1250       | 645        | 321        | 284        | 051,60     |

## Тренерские достижения

### Командные
«Гётеборг»
- Чемпион Швеции: 1981/82
- Обладатель Кубка Швеции (2): 1979, 1982
- Обладатель Кубка УЕФА: 1981/82

«Бенфика»
- Чемпион Португалии (3): 1982/83, 1983/84, 1990/91
- Обладатель Кубка Португалии: 1982/83
- Обладатель Суперкубка Португалии: 1989
- Финалист Кубка УЕФА: 1982/83
- Финалист Кубка европейских чемпионов: 1989/90

«Рома»
- Обладатель Кубка Италии: 1985/86

«Сампдория»
- Обладатель Кубка Италии: 1993/94

«Лацио»
- Чемпион Италии: 1999/2000
- Обладатель Кубка Италии (2): 1997/98, 1999/2000
- Обладатель Суперкубка Италии (2): 1998, 2000
- Обладатель Кубка обладателей кубков: 1998/99
- Обладатель Суперкубка УЕФА: 1999

Итого 18 трофеев
Сборная Англии
- Участник чемпионатов мира по футболу 2002 и 2006 гг. (1/4 финала)
- Участник чемпионата Европы по футболу 2004 года (1/4 финала)

### Награды и премии
- Футбольный тренер года в Италии (2000)
- Памятный знак шведского принца за выдающиеся спортивные достижения (2001)
- Футбольная личность года в Швеции (2001)
- Спортивный тренер года в Великобритании (2001)
- Тренер года по версии Би-би-си (2001)